# Wilhelm Most
Wilhelm Most (* 4. Dezember 1870; † 5. November 1918) war ein deutscher Marineoffizier der Kaiserlichen Marine, zuletzt Kapitän zur See.

## Leben
Wilhelm Most trat am 13. April 1889 als Kadett in die Kaiserliche Marine ein. Als Unterleutnant zur See (Beförderung am 17. Mai 1892) war er 1894 Kompanieoffizier in der II. Torpedoabteilung. Im darauffolgenden Jahr war er auf der Stein und blieb dort, am 8. April 1895 zum Leutnant zur See befördert, auch 1896. 1897 war er als Assistent im Torpedoversuchskommando in Kiel und zugleich auf dem Torpedoversuchsschiff Friedrich Carl. Diese Konstellation änderte sich auch nach seiner Beförderung zum Kapitänleutnant am 23. März 1901 nicht, sodass er bis 1904 zum Referenten im Torpedoversuchskommando aufstieg und nun auf dem neuen Torpedoversuchsschiff, der Schwaben, eingesetzt wurde. Bis dahin war er mit dem Ritterkreuz II. Klasse des Königlich Schwedisch und Norwegischen Schwertorden ausgezeichnet worden.
Mit der Einrichtung der Inspektion des Minenwesens im Frühjahr 1905 wurde die Minenkompanie als Spezialkorps eingerichtet und unter seine Führung gestellt. Er war im Zuge dieser Reorganisation vom Torpedoversuchskommando Anfang 1905 zum Minenwesen gekommen und in der Folge neben dem Inspekteur des Minenwesens, Konteradmiral Carl Franz, eine der entscheidenden Personen im Aufbau des Minenwesens der Kaiserlichen Marine. Zugleich war er bis 1907 Chef der Minensuchreservedivision bzw. der Minensuchdivision in Cuxhaven, welche 1906 u. a. aus sechs Torpedobooten bestand. 1906 wurde aus der Minensuchreservedivision eine aktive Minensuchdivision mit zehn Booten. Als 1907 die Minenkompanie zur Minenabteilung überführt wurde, blieb Most in dieser Kommandierung. Die Minenabteilung bestand damit aus zwei Kompanien und der I. und II. Minensuchdivision, welche jeweils sechs Boote und ein Reserveboot zugewiesen bekommen hatten. In dieser Kommandierung wurde er am 27. April 1907 zum Korvettenkapitän befördert. Bis zur Übernahme der Panther im November 1908 war er Kommandeur der Minenabteilung. Bis November 1909 blieb er Kommandant des Kanonenbootes. Später wurde er u. a. Adjutant der Marinestation der Nordsee in Wilhelmshaven.
Von September 1912 bis Februar 1913 war er Kommandant der Magdeburg. Am 15. Juli 1913 wurde er zum Kapitän zur See befördert.
Von August 1914 bis April 1915 war er, vom Stab der Schiffsprüfungskommission kommend, Kommandant der Brandenburg. Mit der Übernahme des Kommandos verkündete er seiner Mannschaft den Kaiserlichen Erlass vom 6. August 1914, wonach „nach dreiundvierzigjähriger Friedenszeit“ „die deutsche wehrfähige Mannschaft zu den Waffen“ gerufen wird. Der Kaiser führte noch aus: „Ich vertraue auf Euch, Ihr deutschen Soldaten!“. Für ein Jahr war er Referent der Technischen Versuchskommission und kam dann bis September 1917 in das Marinekorps. Hier war er vom 21. Februar 1917 bis 14. März 1917 in Vertretung für Konteradmiral Georg von Ammon Kommandeur der I. Marine-Brigade. Anschließend war er bis zu seinem Tod Präses der Technischen Versuchskommission. Im Zuge des Kieler Matrosenaufstands erschoss er sich selbst.
Bis Mitte Februar 1918 war er zusätzlich noch mit Kronen-Orden 3. Klasse, dem Eisernen Kreuz I. Klasse und dem Großherzoglich Oldenburgischen Friedrich-August-Kreuz 1. Klasse ausgezeichnet worden.